# Sveta Katarina (Pićan)
Pour les articles homonymes, voir Sveta Katarina.
Sveta Katarina (en italien : Santa Caterina) est une localité de Croatie située en Istrie, dans la municipalité de Pićan, dans le comitat d'Istrie. En 2001, la localité comptait 359 habitants.

## Démographie
| 1948 | 1953 | 1961 | 1971 | 1981 | 1991 | 2001 |
| ---- | ---- | ---- | ---- | ---- | ---- | ---- |
| 712  | 614  | 587  | 508  | 447  | 403  | 359  |